# Troldespringvandet
Troldespringvandet er et springvand ved Vejen Kunstmuseum skabt af billedhugger Niels Hansen Jacobsen, der blev indviet den 13. juli 1923.
I 1923 blev Hansen Jacobsen bedt om at lave et stykke kunst, der samtidigt kunne fungere som kølebassin til det nyopførte elektricitetsværk i Vejen. Hansen Jacobsen fik lavet en afstøbning af sin skulptur Trold, der vejrer kristenblod der blev placeret midt i et bassin omgivet af fire vandspyende tudser og otte øgler, som Hansen Jacobsen modellerede i beton direkte på stedet. Disse figurer blev med tiden så medtaget af vejret, at de i 2009 erstattet af bronzeafstøbninger efter en bevilling af A.P. Møller fonden.
Det varme vand fra elektricitetsværkets turbiner blev frem til starten af 1950erne ledt ud i springvandet året rundt. Om vinteren kunne trolden opleves indhyllet i en tågedis eller pyntet med mægtige istapper.
Efter lukningen af elektricitetsværket har man tilsluttet en pumpe til at holde springvandet kørende. Den kører dog kun i sommerhalvåret.
Troldespringvandet er siden blevet Vejens vartegn og byvåben, indtil kommunalreformen 2007.
- Indvielsen i 1923
- Nærbillede af trolden